# Stockholm Open 2001
Lo Stockholm Open 2001 è stato un torneo di tennis giocato sul cemento indoor. 
È stata la 33ª edizione dello Stockholm Open, che fa parte della categoria International Series nell'ambito dell'ATP Tour 2001.
Il torneo si è giocato al Kungliga tennishallen di Stoccolma in Svezia, dal 22 al 28 ottobre 2001.

## Campioni

### Singolare
Sjeng Schalken ha battuto in finale  Jarkko Nieminen con il punteggio di 3–6, 6–3, 6–3, 4–6, 6–3

### Doppio
Donald Johnson /  Jared Palmer hanno battuto in finale  Jonas Björkman /  Todd Woodbridge con il punteggio di 6–3, 4–6, 6–3